# ブロモ酢酸
ブロモ酢酸（ブロモさくさん）、もしくは モノブロモ酢酸 は、有機臭素化合物の一種。そのエステルと同様、アルキル化剤として有機合成に広く用いられる。
刺激臭を有する無色または淡黄色の固体で、水、エタノール及びアセトンに溶けやすい。酢酸より強い酸性を示すため、腐食性が強い。

## 合成
ブロモ酢酸は酢酸の臭素化により合成される。臭素を用いる手法、あるいはそこへさらに三臭化リンを加えるヘル・ボルハルト・ゼリンスキー反応が用いられる。
{\displaystyle {\ce {CH3CO2H\ + Br2 -> BrCH2CO2H\ + HBr}}}